# Așura
Așura (în arabă: عاشوراء ʻĀshūrā’) este o sărbătoare celebrată în cea de-a zecea zi a lunii Muharram din calendarul islamic și reprezintă un eveniment religios specific țărilor musulmane. Această sărbătoare, de o importanță minoră pentru sunniți, are o semnificație fundamentală pentru cealaltă ramură a islamului, șiiții.  

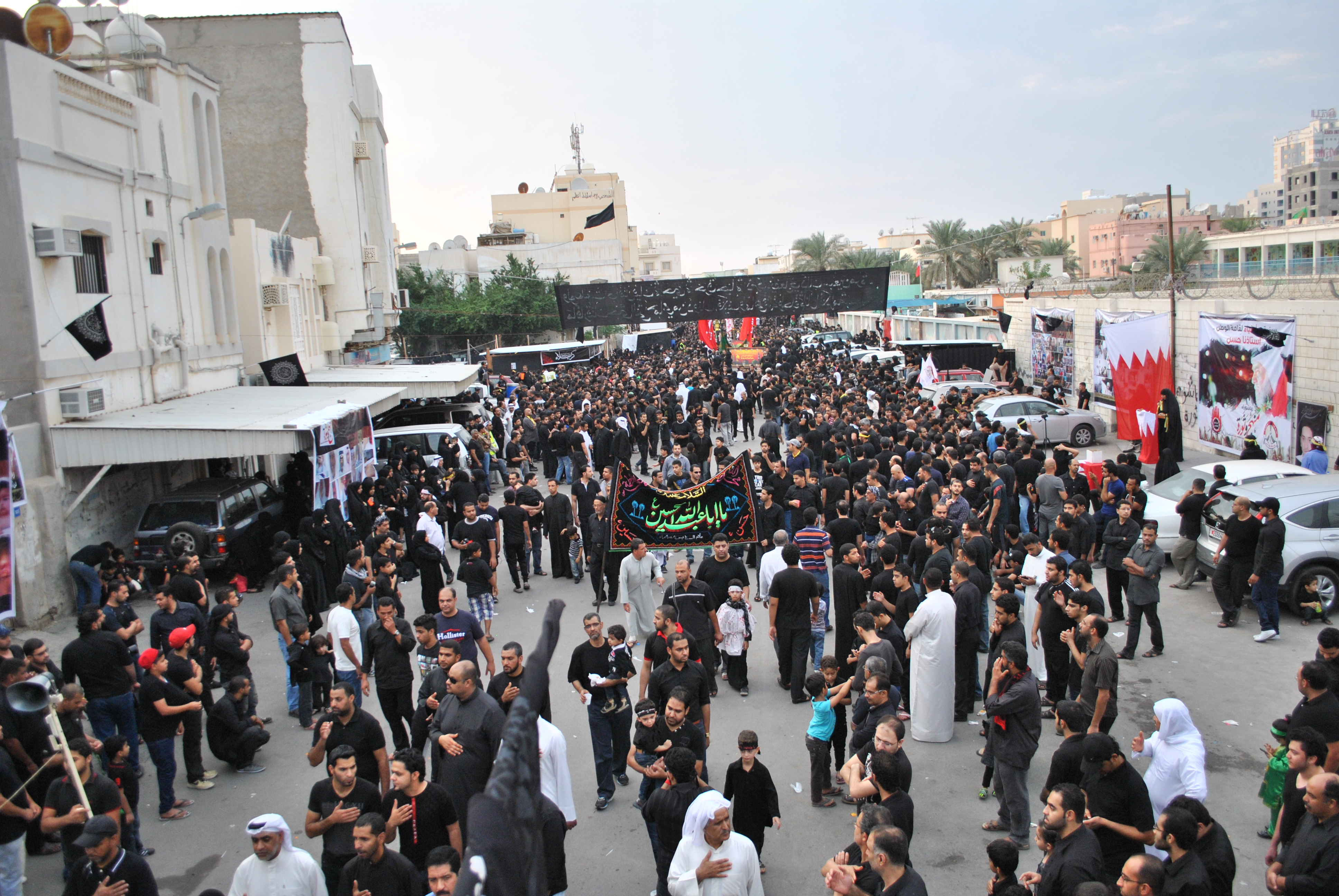

„La Medina, unde elementul evreiesc era predominant (evreii participaseră la întâmpinarea favorabilă a Profetului cu ocazia exodului), Mahomed, constatând existența unei practici de devoțiune propăvăduite de Moise, a considerat că adepții noii religii monoteiste aveau un drept egal de a posti în a zecea zi a primei luni a anului (pentru arabii musulmani) ziua de 'Āshūrā’ (cuvânt derivat de la 'ashara, "zece "). Abia mai târziu a fost revelată prescripția unui post canonic”. (A. Guellouz, pag. 306)

### Etimologia cuvântului "ashura"
În limbajul semitic, rădăcina cuvântului “ashura” are semnificația de “zecime”.  Se traduce literal prin: “a zecea zi”, care a dat și numele acestei sărbători (în anumite interpretări reprezintă chiar a zecea zi din lună, dar există diferite ipoteze cu privire la semnificația cuvântului).

### Seminficația sărbătorii pentru musulmanii șiiți

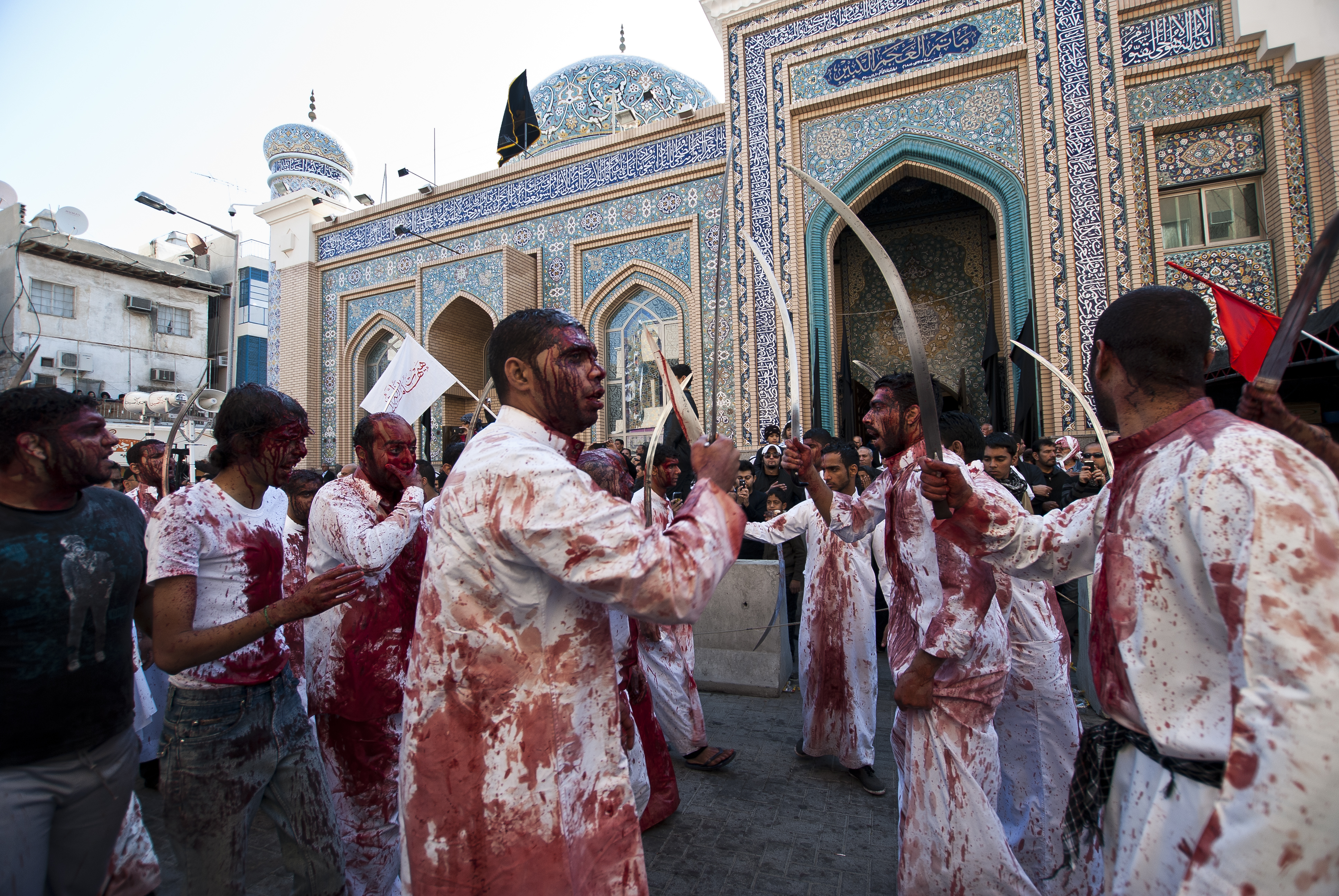

Pentru șiiți , celebrarea acestei zile reprezintă comemorarea martiriului de la Kerbala, unde Husayn ibn Ali  și familia sa au fost uciși. Șiiții îl consideră pe Husayn  (nepotul lui Muhammad) ca fiind cel de-al treilea Imam și succesorul de drept al Profetului. Musulmanii șiiți consideră comemorarea evenimentelor tragice prin Ashura ca reprezentând o punte de legătură profundă între ei și Dumnezeu. Ashura reprezintă lupta împotriva opresiunii și a injustiției în cadrul șiismului, făcând referire la acest eveniment istoric. Șiiții fac pelerinaje la mormântul lui Husayn în timpul acestei sărbători, la altarul de la Karbala, în Iraq. Celebrarea are loc în a zecea zi a lunii musulmane, Muharram și continuă încă 40 de zile, până în ziua de Arba‘een. Pentru a reaminti durerea pe care a suferit-o imamul Husayn, unii pelerini se biciuiesc în public. Pentru credincioșii desăvârșiți, Ashura reprezintă ocazia de a ispăși greșelile înaintașilor lor. În Iraq, unii oamenii își lovesc spatele până la sânge cu lanțuri, în sunetul de tobe și de cântări religioase.
În Iran, Ashura este comemorată prin intermediul Ta‘zieh , un gen teatral care încearcă să reconstituie masacrul imamului Husayn. În această perioadă, șiiții nu ascultă muzică, nu fac petreceri și nici nunți. Este o perioadă de durere și respect față de cei trecuți în neființă și, de asemenea, o perioadă de introspecție și doliu total. Imamii șiiți insistă asupra faptului că această zi nu trebuie privită ca o zi festivă, ci mai degrabă, ca o perioadă de inactivitate, durere și doliu.

### Semnificația sărbătorii pentru musulmanii sunniți
Spre deosebire de șiiți, care atribuie zilei de Ashura celebrarea masacrului de la Karbala, unii musulmani sunniți  sărbătoresc această zi conform relatărilor atribuite lui Muhammad. Sunt însă și  sunniți care acceptă că Ashura este ziua atribuită martiriului imamului Husayn.
În funcție de hadith-urile  care fac referire la aceasta, comemorarea zilei Ashura are diverse semnificații: acostarea Arcăi lui Noe, căința lui Adam  după ce a părăsit Paradisul, eliberarea poporului evreu de către Moise  de sub sclavia faraonică.
La câțiva ani după introducerea postului din luna Ramadan, postul Ashura a devenit facultativ, iar evenimentul reprezintă ocazia unei zile de post purificator în lumea musulmană, fiind recomandată o zi de post înainte sau după Ashura. În ziua de astăzi, în unele țări musulmane, Ashura are diferite semnificații: de exemplu, în Maroc durează două zile și este celebrată ca fiind sărbătoarea tinereții și a familiei.

### Obiceiuri populare
În unele țări arabe precum Iraq și Liban, în timpul ceremoniei Ashura se citește „Maqtal Al-Husayn” (Uciderea lui Husayn). În alte zone, precum Iran și statele arabe ale Golfului Persic, se pun în scenă piese de teatru (Ta‘zieh) care încearcă să reconstituie Bătălia de la Karbala, suferința și martiriul lui Husayn.

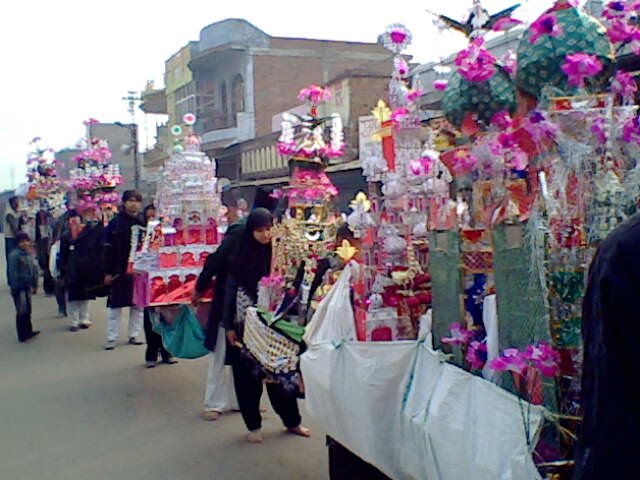

În țări precum Turcia și Egipt, în această zi există obiceiul de a mânca Budinca lui Noe, acest eveniment fiind cunoscut în Turcia sub numele de Așure.

### Aspecte socio-politice
Comemorarea acestei sărbători are o mare importanță socio-politică pentru  șiiți, care au fost o minoritate de-a lungul istoriei lor în societatea arabo-islamică. De multe ori, sărbătoarea Ashura asociază memoria martiriului lui Husayn cu condițiile impuse de islam. Începând din timpul Revoluției Constituționale Iraniene  (1905-1911), această perioadă de doliu a început să își asume un aspect politic. De asemenea, funcția politică a comemorării a fost foarte marcantă și între anii 1978-1979, în timpul Revoluției Islamice.
Pe de altă parte, unele guverne au interzis această comemorare. În anul 1930, Ashura a fost interzisă de către Reza Shah  în Iran, iar în timpul regimului lui Saddam Hussein  a fost văzută ca o amenințare și interzisă pentru mai mulți ani.

### Violența în timpul sărbătorii
Diferența de opinie în ceea ce privește credincioșii celor două comunități, șiiții și sunniții, este recunoscută la nivelul întregii lumi musulmane. Astfel, în momentul în care în unele țări există mase semnificative de partizani ai ambelor grupări, de cele mai multe ori, celebrarea Ashurei se soldează cu violență.